# Italo Antonio Pizzolante Negrón
Italo Antonio Mario Pizzolante Negrón (Nápoles, Italia, 11 de noviembre de 1957) es escritor, consultor, productor de televisión y radio, conferencista y activista, conocido principalmente por fundar el programa de televisión “Ciudadano Corporativo” y Constructores de un País”, y por ser miembro fundador de la Red Andina de Gobernabilidad Corporativa promovida por la CAF - Banco de Desarrollo de América Latina. Además, es conocido por incorporar en la prensa escrita la primera sección enfocada en Comunicación Corporativa en LATAM.

## Biografía
Italo Antonio Mario Pizzolante Negrón nació el 11 de noviembre de 1957 en Nápoles, Italia. Es el primogénito del músico y compositor venezolano, Italo Pizzolante Balbi, y de Nelly Negrón de Pizzolante. A muy corta edad se mudó a Puerto Cabello (Venezuela), y con 17 años se trasladó a Caracas para cursar sus estudios en Ingeniería Civil en la Universidad Católica Andrés Bello (UCAB), donde finalizó su formación académica en agosto de 1981.
En el año 1982, contrajo matrimonio con Irene De Oteyza Scull, con quien tuvo cuatro hijos: Irene Carolina, Patricia, Andrea Margarita e Ítalo Aquiles. Posteriormente, Italo estudió un Máster en Comunicación Política de la Universidad Autónoma de Barcelona, el Programa de Dirección en Responsabilidad Corporativa en el IE Business School y el Doctorado en Comunicación Organizacional en la Universidad Jaume I.
En 1991 crea la primera Cátedra de “Gerencia de la Comunicación e Imagen” en el Instituto de Estudios Superiores de Gerencia en Venezuela (IESA). Por otro lado, fue profesor invitado en postgrados de universidades de Iberoamérica. En España: Instituto Empresa, IE, y Universidad Católica de Murcia; en República Dominicana: BARNA Business School; en Venezuela: Universidad Monteavila; en Colombia: Universidad de la Sabana y la Pontificia Universidad Javeriana; en Perú: Universidad Peruana de Ciencias Aplicadas, UPC; en Ecuador: Universidad de las Américas UDLA; en México: Universidad Internacional de Postgrados.
En 1978 recibe el Ancla de ORO en la categoría “Mejor programa de radio”, y el Gold Quill Awards” de la IABC en 2013 por el documental producido en ocasión de la “tragedia de Vargas”.

### Trayectoria profesional
Desarrolló su trayectoria como productor y animador de radio en el período comprendido entre 1972 y 1976. En 1976, fundó su primera empresa bajo el nombre de "Producciones Junior". Luego, estableció diversas compañías, tales como Video Ingeniería y Arquitectura, Teleproducciones, Unisintesis y Comunicación Corporativa, entre otras, que en la actualidad conforman la entidad corporativa conocida como PIZZOLANTE. En esta corporación, ejerce el rol de Presidente del Consejo Directivo en calidad de fundador.
En el año 1980, introdujo en Venezuela los programas de televisión "Ciudadano Corporativo" y "Constructores de un País". A partir de 1989, incorporó en varios medios de comunicación de prensa escrita la primera sección especializada en Comunicación Corporativa en Latinoamérica.
También fue comentarista de CNN En español y conductor de programas de televisión en Venezuela y México. En la actualidad, es columnista en la Revista FORBES, Newweek, E&N y participa en diferentes medios de comunicación en Iberoamérica (EcoTV, MarcaSur). Asimismo, es conferencista en el ámbito nacional e internacional y ha publicado libros editados en España, Colombia y Venezuela. 
Ha presidido instituciones empresariales como la Asociación de Ejecutivos de Venezuela, el Comité de Alianza Social de la Cámara Venezolana Americana y diferentes organizaciones sin fines de lucro. Fue parte del SEKN (Universidad de Harvard-IESA) y del Consejo Asesor del BID en Washington, USA, que promovió las Conferencias Interamericanas de Responsabilidad Social Empresarial desde el 2022.
Además, ha participado como consejero en instituciones multilaterales como miembro del equipo externo para la reestructuración del sector privado en el BID (Banco Interamericano de Desarrollo en Washington, incluyendo la creación de instituciones empresariales de Responsabilidad Social Empresarial promovidas por la Organización de Estados Americanos, OEA, hoy reunidas en la Red INTEGRARSE, para el desarrollo sostenible en organizaciones como la Confederación de Cámaras de Comercio de Colombia, la Asociación Panameña de Ejecutivos de Empresa, la Asociación Nacional de Ejecutivos de Empresa de El Salvador, entre otras.
En la actualidad, es miembro fundador de la Red Andina de Gobernabilidad Corporativa promovida por la CAF, Banco de Desarrollo de América Latina, además es miembro fundador de  iniciativas realizadas por el Banco Mundial-IFC/OCDE. Tiene participación en centros de pensamiento globales como Corporate Excellence, Centre for Reputation Leadership, el Centro de Divulgación del Conocimiento Económico para la Libertad (CEDICE), la Asociación Española de Directores de RSE (DIRSE), ORBICOM, Red de cátedras UNESCO.

### Libros publicados
- “Ingeniería de la Imagen”. Caracas: Ediciones Ayuca. Universidad Católica Andrés Bello, Escuela de Comunicación Social. (ISBN: 980-244-077-9)
- “Reingeniería del Pensamiento: identidad e Imagen, una estrategia para crecer”. Caracas: Editorial Panapo.( ISBN: 980-366-214-7). Reeditado y ampliado en Caracas, 2009.
- “Organización y Cultura, la Identidad Corporativa”: Coautor: Capítulo “La Geometría de la Comunicación”, Editorial Universidad Católica de Murcia, España.
- “El Poder de la Comunicación Estratégica, Reflexiones de un Evangelizador Corporativo”. Caracas: Seis ediciones: VE-CEDICE 2001 (ISBN: 980-07-7927-2). Reeditado en Medellín 2003, Colombia Ediciones Hermes de la Universidad de Medellín Asociación Iberoamericana de Comunicación Estratégica. Reeditado en Bogotá, 2004, Colombia, Universidad Pontificia Javeriana. Reeditado en Venezuela, 2006, El Nacional Colección Profesional. Reeditado en Bogotá, Colombia, 2007, Editorial Intermedio del Círculo de Lectores.
- “Gestión de la Comunicación en las Organizaciones”, Coautor: capítulos de “Gobierno Corporativo, la Revolución de la Transparencia” y “Portavocía”, Editorial Ariel, Barcelona.
- ”Responsabilidad Social Empresarial: Visiones complementarios, hacia un modelaje social” Coautor: Capítulo: Modelo de fortalecimiento Institucional para la comunicación estratégica en empresas socialmente responsables. Caracas: Alianza Social de VenAmCham.
- “Master DIRCOM”. Editado Joan Costa. Coautor: Módulo, Ética, gobierno corporativo y compromiso social.
- ,“Tres visiones de la ética y la responsabilidad social en la empresa del siglo XXI”. Coautor:  Capítulo: “La Empresa Socialmente Responsable”, Venezuela.
- “De la Responsabilidad Social Empresarial a la Empresa Socialmente Responsable”. España: Ediciones Ciencias Sociales. Reeditado en 2011 y 2014. (ISBN-10: 9788487510507 / ISBN-13:  978-8487510502)
- “DirCom, Estratega de la Complejidad” Coautor: Editado por Joan Costa, España.
- “Nuevos Paradigmas para la Dirección de la Comunicación”, Editado por Joan Costa, Coautor: Barcelona. España.
- “Retos de la Comunicación Social en la Gestión Pública”. Perú: Cuaderno de trabajo No.1, Grupo RPP.